# Mayken Verhulst
Mayken Verhulst Bessemers (Mechelen, 1518 – Mechelen, 1599) è stata una miniaturista e pittrice fiamminga, identificata nel 1567 da Lodovico Guicciardini come una delle più importanti donne artista nei Paesi Bassi.

## Biografia
Mayken Verhulst è stata la seconda moglie di Pieter Coecke van Aelst, suocera di Pieter Bruegel il Vecchio e, secondo Karel van Mander, la prima maestra di Pieter Brueghel il Giovane e Jan Brueghel il Vecchio. Non rimangono oggi lavori certamente attribuibili alla Verhulst, anche se è frequentemente identificata come l'artista dietro i lavori del Monogrammista di Brunswick. Potrebbe anche essere l'autrice di uno dei dipinti custoditi alla Kunsthaus di Zurigo, un autoritratto con il marito. Dopo la morte di Coecke van Aelst si è probabilmente occupata della pubblicazione di una grossa serie di incisioni su legno, dal titolo Ces Moeurs et Fachons de Faire des Turcz (Comportamenti e costumi dei Turchi).